# Minamikyūshū

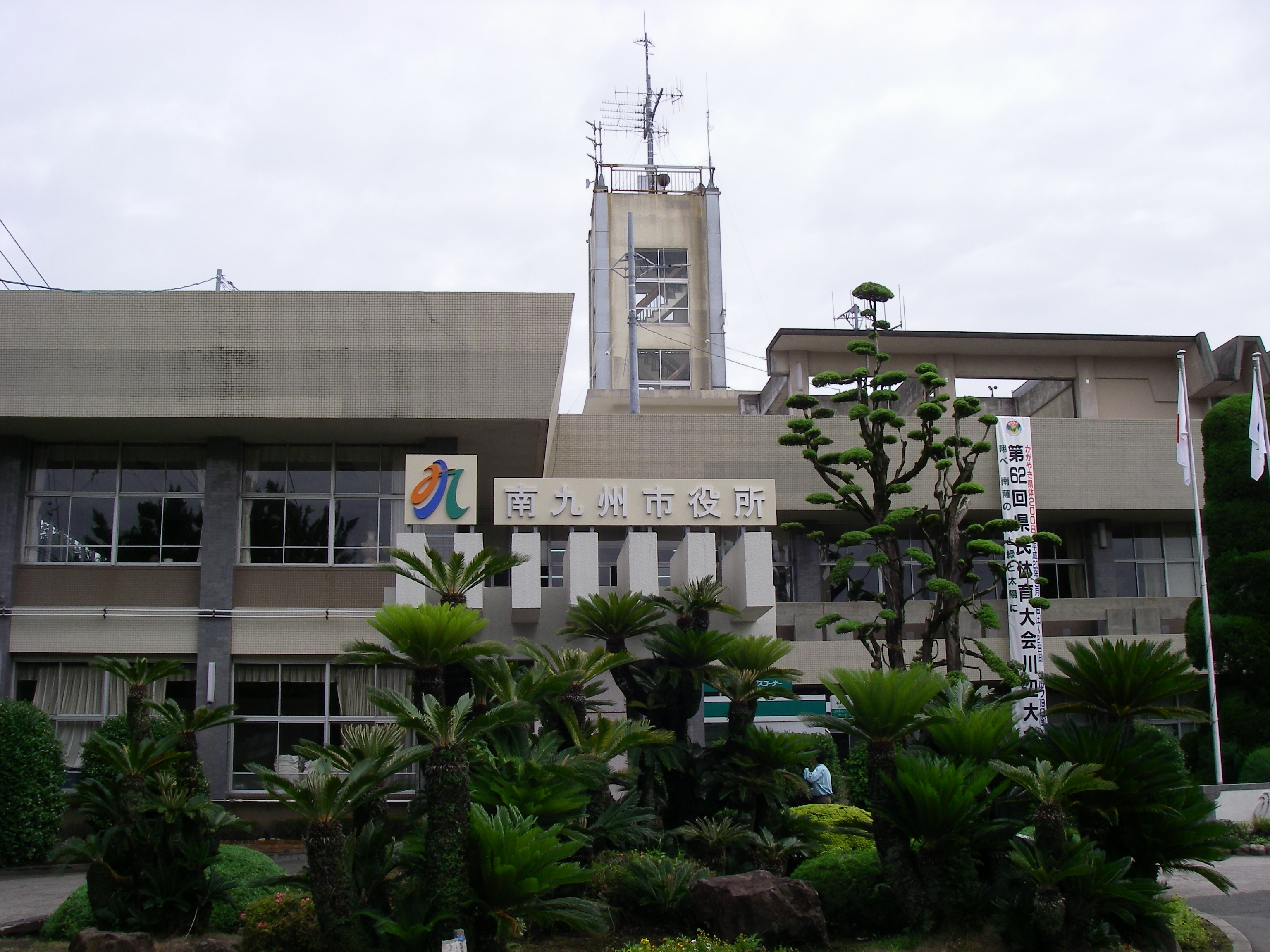
Stadshuset i Minamikyūshū

Minamikyūshū (japanska: 南九州市?, Minamikyūshū-shi) är en stad i Kagoshima prefektur i södra Japan. Minamikyūshū bildades 1 december 2007 då kommunerna Chiran, Ei och Kawanabe slogs samman. Staden ingår i Kagoshimas storstadsområde.